# Alberto Pansa
Alberto Pansa (Torino, 8 febbraio 1844 – Roma, 4 aprile 1928) è stato un diplomatico e politico italiano.
Diplomatico di carriera, è stato inviato straordinario e ministro plenipotenziario di II classe (21 febbraio 1892) a Il Cairo (8 febbraio 1894), Costantinopoli (15 settembre 1895) e Londra (10 marzo 1901) ed inviato straordinario e ministro plenipotenziario di I classe (31 agosto 1901-20 novembre 1912) a Berlino (22 novembre 1906). Collocato a riposo nel 1912 ha ricevuto il titolo onorifico di ambasciatore.

## Carriera diplomatica
Supera il concorso per lavorare al Ministero degli Esteri del Regno d'Italia e viene nominato Volontario con Decreto Ministeriale del 9 febbraio 1865.
Dopo un periodo di sei anni facente funzioni di applicato, via via promosso a classi maggiori tra il 1866 e il 1872, viene poi promosso al grado di Sottosegretario di prima classe il 24 marzo 1972. Svolge l'incarico di primo segretario presso la legazione di Atene tra l'aprile del 1877 e il febbraio del 1879.
Entra a pieno titolo nella carriera diplomatica con Regio Decreto il 27 febbraio 1879, destinato a Bucarest a maggio e a Belgrado a dicembre, quale incaricato d'affari.
Tra Gennaio e Giugno 1881 partecipa a Berlino alla conferenza per gli affari in Grecia, poi torna a Bucarest, per essere quindi trasferito a Costantinopoli a partire dal giugno 1883.
Nel 1886 viene incaricato di reggere il consolato di Budapest e il 29 gennaio 1888 è promosso con Regio Decreto al grado di Consigliere di legazione.
A novembre 1889 viene destinato a Pechino con credenziali di inviato straordinario e ministro plenipotenziario. Con Regio decreto del 21 febbraio 1892 viene poi promosso a tutti gli effetti a inviato straordinario e ministro plenipotenziario di seconda classe.
Nel 1894 è trasferito al Cairo quale Console generale, poi a Costantinopoli nel 1895 con credenziali di Ambasciatore. Con Regio Decreto del 10 marzo 1901 viene promosso a inviato straordinario e ministro plenipotenziario di prima classe.
Nel marzo 1906 è collocato a disposizione del ministero (un anno prima, il 4 marzo 1905, era stato nominato Senatore del Regno); a novembre 1906 viene inviato a Berlino quale Ambasciatore.
Nel 1907 viene nominato membro della commissione incaricata di esprimere pareri sulle promozioni di grado nella carriera diplomatica.
Viene collocato a riposo con Regio Decreto del 20 novembre 1912, conservando a titolo onorario il rango e le prerogative di ambasciatore (con R.D. 15 dicembre 1912).

## Pensiero
Alberto Pansa è stato un diplomatico dal pensiero raffinato, cauto, moderato e, nell'ultimo periodo della sua vita, dichiaratamente antifascista. Pansa è noto per la sua appartenenza al fronte moderato della diplomazia italiana di fine ottocento, ossia ad un gruppo di diplomatici tendenzialmente opposti a una politica assertiva ed eccessivamente triplicista da parte del Regno d'Italia. Ciò lo ha portato ad essere inviso a Francesco Crispi e gli è valso un'assegnazione "punitiva" a Pechino nel novembre del 1889.
Dalla sua posizione di Console Generale al Cairo negli anni immediatamente precedenti la disfatta di Adua del 1896, Pansa riportava al Ministero acute analisi sul declino dell'Impero ottomano e le sue implicazioni sulla stabilità europea. Ebbe dunque un ruolo attivo in un gruppo di diplomatici europei che operavano pressioni sulla Sublime porta perché il Sultano operasse le riforme necessarie alla sua sopravvivenza, onde evitare scossoni allo status quo europeo e globale. Raccomandava, infatti, di "evitare quegli atti che sia pure indirettamente possono contribuire a menomare ciò che resta dell'antico prestigio dell'Impero Ottomano".
Come Emilio Visconti Venosta, di cui è stato Segretario, Pansa riteneva necessario lavorare a un riavvicinamento alla Francia dopo lo "schiaffo di Tunisi" (trattato del Bardo) e la denuncia del trattato commerciale italo-francese operata dal Governo italiano nel 1887. Credeva inoltre nella necessità italiana di rivolgersi alla "stella polare" britannica con particolare attenzione, come riportava un suo messaggio del 20 marzo 1906 al ministro Francesco Guicciardini redatto alla fine della sua esperienza a Londra: "[la Gran Bretagna è] la sola nazione straniera dove esiste una naturale e disinteressata simpatia pel nostro Paese".
Pansa era fermamente contrario all'intervento italiano in Libia e, per estensione, alla guerra italo-turca, scrivendone al Ministero e in particolare al ministro Prinetti.
Infine, in qualità di Senatore del Regno d'Italia, Pansa fu vicino a Giovanni Giolitti e si unì al boicottaggio dei pieni poteri al governo di guerra di Antonio Salandra nel maggio 1915; durante gli ultimi anni della sua vita, Pansa decise infine di unirsi alla denuncia dell'illegalità del fascismo.

## Commemorazione
Dopo essere stato fino al 1877 al Ministero, fu inviato ad Atene in qualità di primo segretario presso quella legazione; poi venne successivamente destinato a Bucarest, a Belgrado, poi a Berlino, durante la conferenza per gli affari della Grecia nel 1881, indi nuovamente a Belgrado e poi a Costantinopoli con funzioni di consigliere. Segretario di legazione a Budapest con patenti di console generale nel 1886, dopo due anni meritò la promozione a consigliere e fu destinato a Pechino. Nel '94 fu al Cairo quale inviato straordinario e ministro plenipotenziario, poi Costantinopoli nell'anno successivo, indi successivamente a Londra ed a Berlino con credenziali di ambasciatore, finché, a sua domanda, lo raggiunse il collocamento a riposo il 1° gennaio 1913.
In tutta la sua eletta carriera, durata quasi un cinquantennio, dette mirabile esempio di rettitudine, di intelligente operosità e di tatto elevato nella trattazione degli importanti incarichi e delle delicatissime mansioni a lui affidate e l'opera sua fu sempre ispirata agli interessi supremi del paese, rendendosi fedele interprete delle direttive politiche del Governo.
Competentissimo nell'amministrazione degli esteri, allorché la Capitale del Regno da Torino fu trasferita a Firenze e quindi a Roma, egli, che era al Gabinetto del Ministero, molto contribuì ad organizzare ed avviare gli uffici del Ministero nella nuova, ambita e definitiva sede. Merita anche di essere ricordata l'opera da lui svolta a Costantinopoli, nel triste periodo delle stragi contro i cristiani in Candia e del conflitto greco turco del 1897: ed egli si segnalò fra tutti gli ambasciatori delle Potenze per il contegno fermo e reciso dimostrato verso il Governo turco. Egli fu ambasciatore a Londra in un'epoca in cui la posizione dell'Italia nella politica internazionale era particolarmente delicata per la partecipazione nostra alla triplice Alleanza e durante la sua permanenza colà seppe molto contribuire a mantenere alle nostre relazioni con l'Inghilterra quel carattere di cordialità e di amicizia che doveva, più tardi, sboccare nella fraternità delle armi durante l'immane conflitto.
Era nostro collega, amato e ben voluto da tutti, dal 4 marzo 1905: fu sempre assiduo ai nostri lavori, e dette il prezioso contributo della sua competenza nelle questioni internazionali facendo parte della Commissione dei trattati e di quella di politica estera.
Salutiamo riverenti la memoria dell'illustre collega scomparso ed inviamo alla famiglia tanto duramente colpita, l'espressione del nostro profondo cordoglio. (Benissimo).»
(Senato del Regno, Atti parlamentari. Discussioni, 3 maggio 1928.)